# Émile de Laveleye

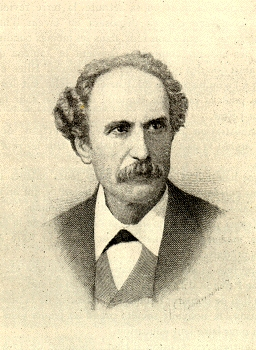
Émile de Laveleye

Émile Louis Victor de Laveleye, född 5 april 1822 i Brygge, död 2 januari 1892 på Château de Doyon vid Havelange, var en belgisk nationalekonom och publicist.
Laveleye debuterade som nationalekonomisk författare 1857 med Études historiques et critiques sur le principe et les conséquences de la liberté du commerce international, i vilket han gjorde vissa för den tiden nya och vägande invändningar mot manchesterliberalismen.  År 1864 utnämndes han till professor i nationalekonomi vid universitetet i Liège, kallades 1869 till korresponderande ledamot av Institut de France och 1872 till ledamot av belgiska Vetenskapsakademien samt utnämndes till hedersdoktor vid flera universitet. Kort före sin död erhöll han baronvärdighet. 
Laveleye utvecklade en omfattande produktion som skriftställare på skilda områden, såsom - förutom nationalekonomins och socialpolitikens - språkvetenskapens och historiens, stats- och rättsvetenskapernas samt reseskildringens fält, varjämte han flitigt berörde religiösa, filosofiska, moraliska, litterära samt aktuella in- och utrikespolitiska ämnen. 
Laveleyes mest betydande arbete är De la propriété et de ses formes primitives (1874). Med denna ekonomiskt historiska, rättsfilosofiska undersökning ville han bevisa, att i forntiden var egendomsgemenskapen, framför allt till jorden, allmänt härskande hos olika folk och att den enskilda äganderätten först senare utvecklat sig ur denna samfällda äganderätt till jorden. Enligt hans uppfattning kunde äganderätten ännu bli föremål för mycket stora modifikationer. Emellertid riktades en ganska skarp kritik mot vissa delar av hans historiska framställning.
Laveleye, som i penningfrågan var bimetallist, intresserade sig mindre för de rent metodiska frågorna inom nationalekonomin. Han anslöt sig i huvudsak till den historiska skolan. Trots att han var hedersledamot av Cobdenklubben, tillhörde han katedersocialisternas vänstra flygel; och med denna hållning förenade han dels en utpräglat politisk-demokratisk ståndpunkt, dels åtskilliga drag, som varit speciellt utmärkande för den evangeliska riktningen inom de kristligt sociala tankeströmningarna. Av livligt religiöst intresse förde han länge den liberala katolicismens talan, men övergick i mitten av 1870-talet till protestantismen.